# Trichterhalsbecher

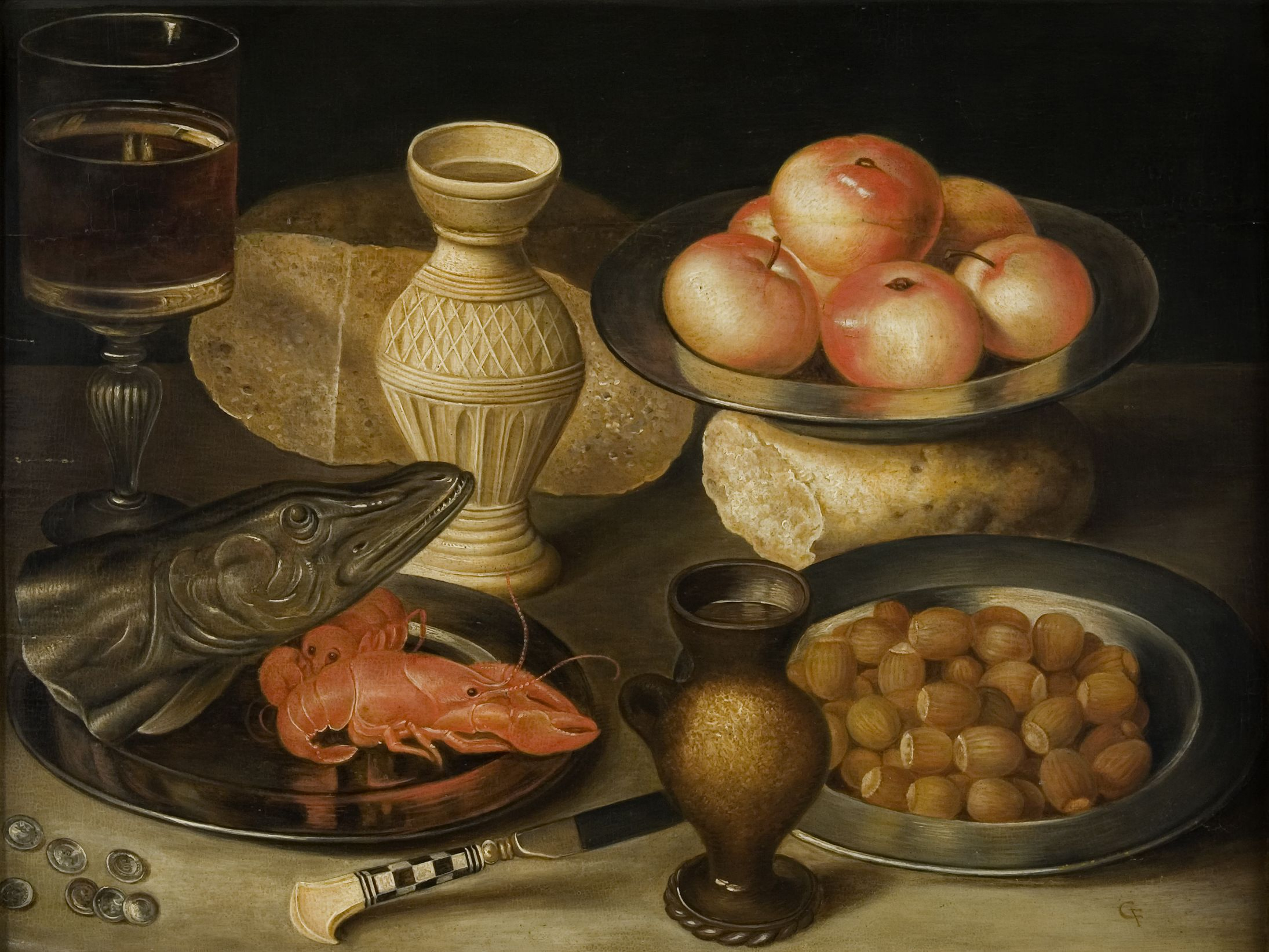
Stillleben von Georg Flegel; 17. Jahrhundert mit einem Siegburger Trichterhalsbecher.

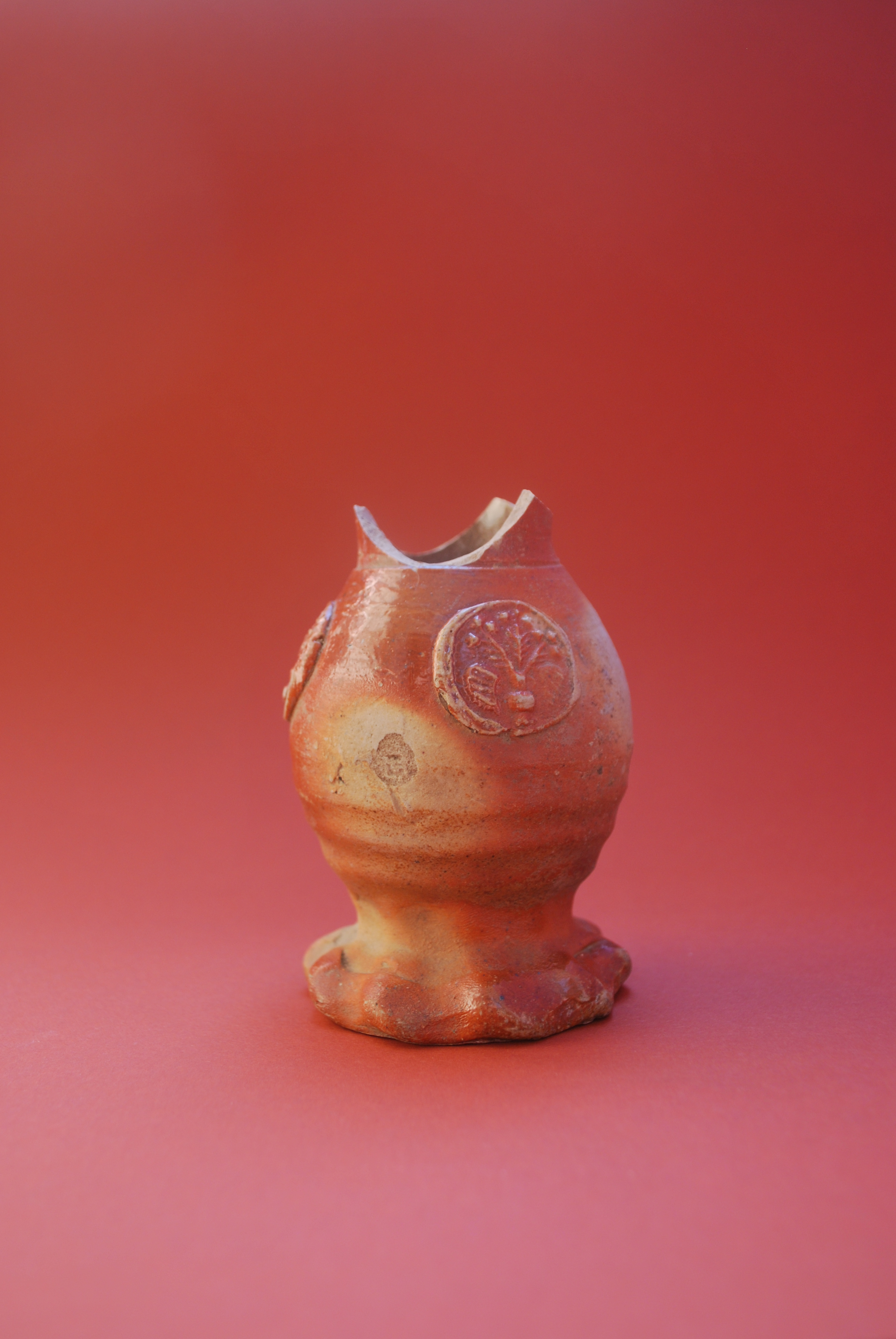
Früher Trichterhalsbecher; Ende 14. Jh.

Ein Trichterhalsbecher ist ein spätgotischer Gefäßtyp aus Steinzeug, der zwischen dem 14. und 17. Jahrhundert vor allem in den rheinischen Töpfereizentren hergestellt wurde und in ganz Europa verbreitet war.
Trichterhalsbecher sind Trinkgefäße mit einem eiförmigen Bauch, konischem Hals und einem trichterförmigen, weiten Rand. Der Standring ist in Form eines Wellenfußes angesetzt. Der Wellenfuß bleibt diesem Trinkbecher noch bis zur Mitte des 16. Jahrhunderts erhalten und wird dann durch einen barocken aufgedrehten Standfuß mit Profilierung abgelöst. Einige Siegburger Töpferwerkstätten führen den Wellenfuß jedoch auch noch bei den Spätformen der Trichterhalsbecher weiter.
Aus dieser Grundform wurden auch Krüge (Trichterhalskrug) hergestellt, die dann auf der Schulter einen ringförmigen Bandhenkel angesetzt haben. Eine Sonderform der Trichterhalsbecher sind in Siegburg produzierte Sturzbecher. Bei diesem Gefäßtyp fehlt der Standfuß. Der Boden ist zugespitzt, sodass dieser Becher nur vollständig entleert mit der Öffnung nach unten abgestellt werden konnte.
Die ersten Trichterhalsbecher wurden in Siegburg in der 2. Hälfte des 14. Jahrhunderts entwickelt und wurden für Siegburger Steinzeug charakteristisch. Die frühen in Siegburg produzierten Becher wiesen eine rotgeflammte Oberfläche auf und sind mit drei kleinen Rundmedaillons auf der Schulter dekoriert. Ab dem 15. Jahrhundert wechselt die geflammte Oberfläche zu reinem weißgrau. Die Auflagen werden größer und zeigen meist biblische Szenen oder florale Ornamente. In der Mitte des 16. Jahrhunderts wurden vor allem in der Werkstatt des Anno Knütgen kunsthandwerklich hochstehende Trichterhalsbecher und -krüge geschaffen. Teilweise entstanden Gefäße, deren Wandung mit einem gotischen Maßwerk durchbrochen war. Um diese Gefäße nutzen zu können, wurden sie mit einem Einsatz versehen.
Ab dem 16. Jahrhundert wurde diese Gefäßform auch in anderen rheinischen Töpferzentren, wie Raeren, Speicher, Frechen oder Langerwehe, übernommen.
Nach der Abwanderung der Siegburger Töpfer um 1600 nach Troisdorf-Altenrath und ins Kannenbäckerland wurde dort diese Gefäßform noch bis ins ausgehende 17. Jahrhundert weiterproduziert. Hier dominierte dann das für das Westerwälder Steinzeug typische Kobaltblau.